# Копаніна-Калішанська
Копаніна-Калішанська (пол. Kopanina Kaliszańska) — село в Польщі, у гміні Лазіська Опольського повіту Люблінського воєводства.
Населення — 140 осіб (2011).
У 1975-1998 роках село належало до Люблінського воєводства.

## Демографія
Демографічна структура станом на 31 березня 2011 року:
|          | Загалом | Допрацездатний вік | Працездатний вік | Постпрацездатний вік |
| -------- | ------- | ------------------ | ---------------- | -------------------- |
| Чоловіки | 73      | 16                 | 49               | 8                    |
| Жінки    | 67      | 16                 | 35               | 16                   |
| Разом    | 140     | 32                 | 84               | 24                   |